# إدريس كانو
إدريس كانو (بالإنجليزية: Idris Kanu)‏ هو لاعب كرة قدم بريطاني في مركز الهجوم، ولد في 5 ديسمبر 1999 في لندن في المملكة المتحدة. لعب مع نادي بيتربورو يونايتد.

## وصلات خارجية
- إدريس كانو على موقع قاعدة بيانات كرة القدم.إي يو (الإنجليزية)
- إدريس كانو على موقع ناشيونال فوتبول تيمز (الإنجليزية)
- إدريس كانو على موقع Soccerway.com (الإنجليزية)
- إدريس كانو على موقع عالم كرة القدم.نت (الإنجليزية)
- إدريس كانو على موقع GSA (الإنجليزية)